# Mengang
 (juillet 2014).
Si vous disposez d'ouvrages ou d'articles de référence ou si vous connaissez des sites web de qualité traitant du thème abordé ici, merci de compléter l'article en donnant les références utiles à sa vérifiabilité et en les liant à la section « Notes et références ».
Mengang est une commune du Cameroun de la région du Centre, frontalière entre le département de Nyong-et-Mfoumou, dont elle constitue un arrondissement, et le département de la Méfou-et-Afamba, à environ une trentaine de kilomètres d'Akonolinga.
La commune est le siège d'une grande chefferie, l'ancienne demeure du Chef Belinga Mbele, est un sujet d'attraction. Une visite du quartier Abang Edouma, dans la périphérie de la ville n'est pas sans intérêt, Mengou est une autre bourgade de cette unité administrative, ainsi qu'Obok à proximité de Olanguina. La paroisse de Nfoumassi Cameroun, à quelques encablures, est à visiter par son style colonial. Son Centre de Santé Développé est un des plus performants du département, il a plus de quarante ans d'existence, et a soigné une génération d'adolescents et d'adultes.

## Population
Lors du recensement de 2005, la commune comptait 8 031 habitants, dont 2 144 pour la ville de Mengang.

## Organisation
Outre Mengang proprement dit, la commune comprend les villages suivants :
- Akolo
- Atong
- Awaé
- Biyombo
- Ebassi
- Ebolakounou
- Edou
- Efoulan
- Ekok
- Ekoko
- Ekoua I
- Emvong
- Essong
- Koundessong
- Koundou
- Mengou
- Messa
- Mfoumassi
- Miende
- Mimbang
- Ngoulemakong
- Nkolbeck
- Nkolseng
- Omgbwang